# Marin Karmitz
Marin Karmitz (n. 7 octombrie 1938, București, România) este un om de afaceri franco-român din lumea filmului.

## Filmografie

### Producător
- Prea târziu (1996)
- Terminus Paradis (1998)